# Uroblaniulus stolidus
Uroblaniulus stolidus är en mångfotingart som beskrevs av Ottis Robert Causey 1953. Uroblaniulus stolidus ingår i släktet Uroblaniulus och familjen Parajulidae. Inga underarter finns listade i Catalogue of Life.